# جان مریویل
جان مریویل (انگلیسی: John Merivale; ۱ دسامبر ۱۹۱۷ – ۶ فوریهٔ ۱۹۹۰) بازیگر کانادایی-بریتانیایی بود.
از فیلم‌ها یا برنامه‌های تلویزیونی که وی در آن نقش داشته‌است می‌توان به نقش عربی، نبرد رود پلاته، و فهرست آدریان مسنجر اشاره کرد.